# Afonso Silva (cyclisme)
Pour les articles homonymes, voir Silva.
Martins Silva est un nom portugais ; le premier nom de famille (d'usage facultatif) est Martins et le second est Silva.
Afonso Silva (né le 22 mars 2004 à Odemira) est un coureur cycliste portugais. Il est membre de l'équipe AP Hotels & Resorts-Tavira-SC Farense.

## Biographie
Afonso Silva est originaire d'Odemira, une ville située au sud du Portugal. Durant son enfance, il joue d'abord au football dans un club de sa ville natale. Il se lance finalement dans le vélo vers l'âge de quatorze ans,. Sa carrière cycliste débute au Centro de Ciclismo de Tavira.
En 2018, il s'impose sur la Gipuzkoa Klasika au Pays basque. Il représente également son pays natal aux championnats du monde juniors. L'année suivante, il intègre l'équipe continentale Rádio Popular-Boavista, où il évolue durant trois saisons. Il rejoint ensuite la formation Kelly-Simoldes-UDO en 2022. Sous ses nouvelles couleurs, il termine deuxième du championnat du Portugal sur route espoirs. 
En 2024, il est incorporé dans l'effectif d'AP Hotels & Resorts-Tavira-SC Farense. Bon grimpeur,  il se classe troisième du Grand Prix Abimota, une course du calendrier national portugais. Il finit aussi quatrième du Tour de l'Alentejo et du championnat du Portugal chez les élites. 

## Palmarès et résultats

### Par année
- 2018
  - Gipuzkoa Klasika
- 2022
  - 2e du championnat du Portugal sur route espoirs
- 2023
  - 2e de la Clássica Viana do Castelo
- 2024
  - Grand Prix de Mortágua
  - 3e du Grand Prix Abimota
- 2025
  - 2e étape du Grande Prémio O Jogo
  - Grand Prix Abimota : 
    - Classement général
    - 1re étape

  - 3e étape du Grand Prix international de Torres Vedras-Trophée Joaquim-Agostinho
  - 2e du Grande Prémio O Jogo

### Classements mondiaux
| Année                                 | 2019  | 2020 | 2021  | 2022  | 2023 | 2024 |
| ------------------------------------- | ----- | ---- | ----- | ----- | ---- | ---- |
| Classement mondial                    | 2455e | nc   | 2123e | 1307e | nc   | 816e |
| UCI Europe Tour                       | 1571e | nc   | 1441e | 907e  | nc   | nc   |
|                                       |       |      |       |       |      |      |
| Légende : nc = non classéSource : UCI |       |      |       |       |      |      |